# Yoshio Sugino
Yoshio Sugino (杉野嘉男; Naruto, 1904. – Tokyo, 1998.), japanski majstor borilačkih vještina i koreograf. Nositelj je 10. Dana u katori shinto-ryu.

## Životopis
Sugino je rođen u selu Naruto, prefektura Chiba, u prosincu 1904. Kad je bio dijete, njegova se obitelj preselila u Tokyo. Prvi se put susreo s borilačkim vještinama na Sveučilištu Keio, gdje se upisao 1918; ovdje se pridružio klubovima juda, kenda, sumo-a i kyudo-a. Vježbao je judo kod Kunisabura Iizuke, jednog od najboljih japanskih učitelja u to vrijeme. Otkrivajući sposobnosti džuda, otvorio je vlastiti dojo (Kodokan Judo Shugyojo) u Kawasakiju.
Jigoro Kano predstavio je Sugina školi kenjutusu-a Katori Shinto-ryu 1927. godine. Sugino tada započinje proučavati Yoshin Koryu pod vodstvom Genro Kanaya. Upoznao je Moriheija Ueshibu ranih 1930-ih, a aikido je proučavao dovoljno da bi stekao mogućnost da podučava, pa je zbog toga do 1935. godine otvorio dojo koji je bio povezan s Aikikaijem. Do 1940-ih redovno je predavao kenjutsu, aikido, judo i naginatajutsu.
Tijekom Drugog svjetskog rata Suginova kuća i dojo su uništeni u bombaškim napadima na Kawasaki. Sugino i njegova obitelj pobjegli su u Fukushimu, gdje je većinu svoga vremena proveo vježbajući borilačke vještine. Isto tako, upotrijebio je svoje medicinsko znanje kako bi pomogao ozlijeđenima. Nakon rata, obitelj se vratila u Kawasaki, gdje je njegova klinika imala mnogo posla s liječenjem ranjenih. Do 1950. konstruirao je novi dojo.
Godine 1953. od Sugina je zatraženo da pruži upute u borbi s mačevima glumcima u filmu Akire Kurosawe, Sedam samuraja. Prvotno su posao dijelili Sugino i Junzo Sasamori iz Ono-ha Itto-ryu, ali Sasamori se povukao rano sa snimanja zbog predavanja u inozemstvu. Suginova koreografija za borbe mačevima polazi od ranijeg djela pod utjecajem Kabukija i usredotočuje se na to da scene učine što realnijima. Bio je koreograf i u filmovima: Miyamoto Musashi (1954.), Yagyû Bugeichô (1957.), Skrivena tvrđava (1958.) i Yojimbo (1961.). Zaslužan je za neke od najvećih i najpoznatijih scena mačevanja ikad snimljenih u povijesti japanskog filma.
Godine 1982. princ Naruhiko Higashikuni mu je dodijelio 10. Dan. Yoshi Sugino umro je u Tokyu 1998. godine. 

## Vanjske povezice
- Interview with Yoshio Sugino of Katori Shinto-ryu, 1961